# Amphipsylla prima
Amphipsylla prima är en loppart som beskrevs av Wagner 1928. Amphipsylla prima ingår i släktet Amphipsylla och familjen smågnagarloppor. Inga underarter finns listade i Catalogue of Life.